# Trześniówka
Die Trześniówka ist ein rechter Zufluss der Weichsel in Polen. Sie mündet an der Grenze zwischen der Woiwodschaft Heiligkreuz und der Woiwodschaft Karpatenvorland.

## Geografie

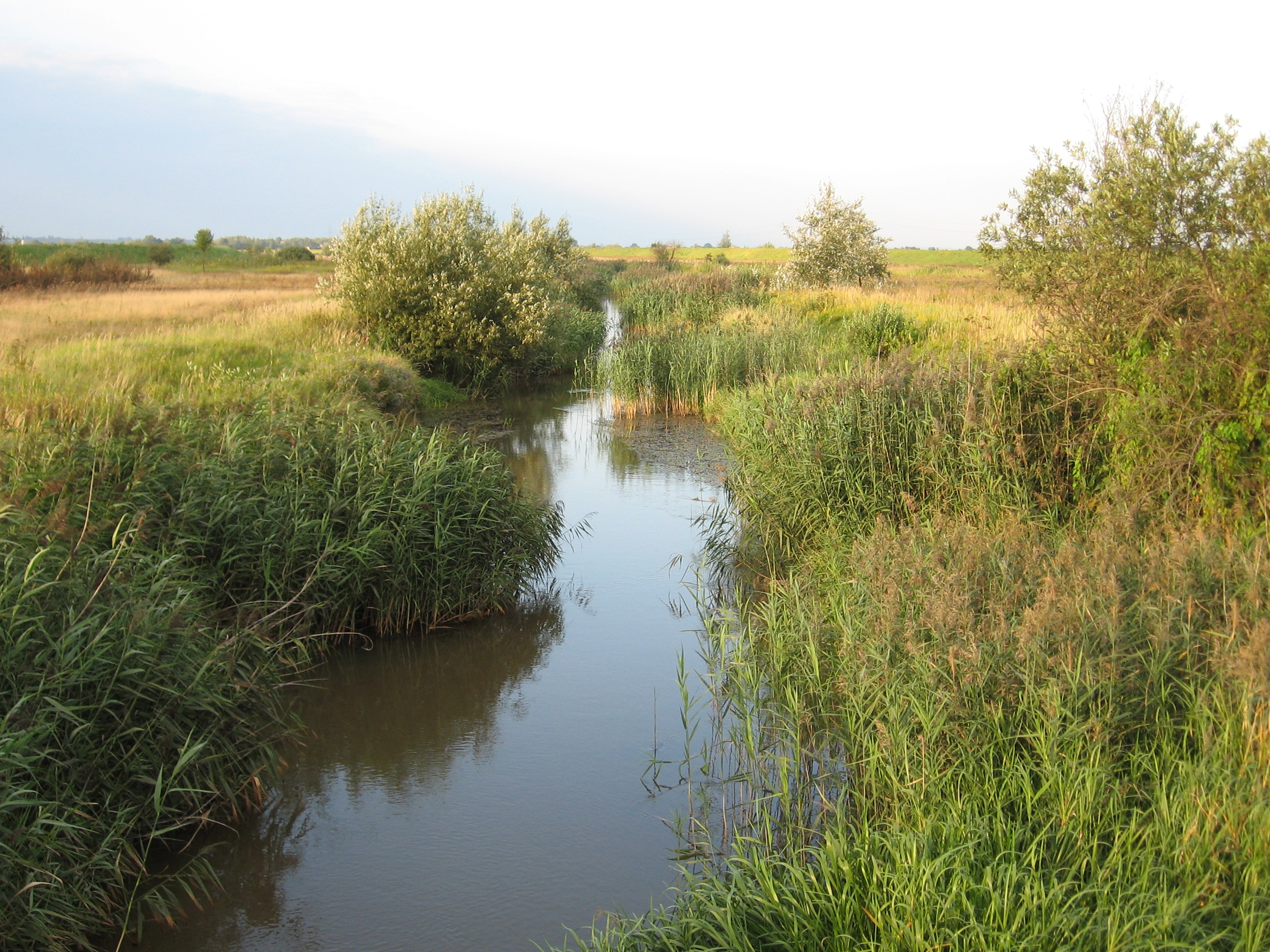
Die Trześniówka in der Nähe von Trześń

Die Trześniówka entspringt als Jamnica in der Mesoregion Płaskowyż Kolbuszowski in der Umgebung des Dorfs Cmolas, fließt zunächst in nordnordwestlicher Richtung ab und erreicht bei dem Dorf Babule das Tal der Weichsel. In diesem fließt sie im Wesentlichen parallel zur Weichsel weiter, quert dabei die Droga krajowa 9, passiert in einigem Abstand die Kleinstadt Baranów Sandomierski und in ihrem weiteren Verlauf die Stadt Tarnobrzeg, bildet von dem Dorf Trześń an die Grenze zur Woiwodschaft Heiligkreuz und zugleich der Stadt Sandomierz und mündet knapp oberhalb der Einmündung des  Łęg nach einem Lauf über 56,9 km Länge als rechter Zufluss in die Weichsel.
Ihr Einzugsgebiet wird mit 569,6 km² angegeben.

## Zuflüsse
Der Trześniówka fließen von rechts die Dąbrówka und die Żupawka sowie von links die Kaczówka zu.